# 春風亭柳枝 (初代)
初代 春風亭 柳枝（しゅんぷうてい りゅうし、文化10年（1813年） - 慶応4年7月17日（1868年9月3日））は、落語家。幼名：亀吉。
江戸・京橋常磐町の魚屋庄三郎の倅でとして生まれ、幼名を亀吉と名付けられた。
文政中期（13歳とも、16歳とも）に初代麗々亭柳橋の弟子になり春風亭柳枝を名乗る。修業の結果、人情噺に独自の工夫を凝らした演出でそれまでの話法を一変させ感情の出し方を当を得ていて、聞く人の心をひきつけたという。
「九州吹戻し」や「三代吉殺し」等を得意とした。また「子は鎹」（子別れ）の登場人物の亀吉はこの柳枝の幼名から取ったとされている。（諸説あり）
「落語年代記」には『柳の枝に赤い鼻咲く』とあり、大酒のために鼻が赤く酒焼けしていたことが知られる。
柳枝は師匠の名・柳橋を襲名する話もあったが断り生涯柳枝の名で通した。1862年に日本橋万町の柏木で始まった、三題噺の会の有力メンバーとして参加しているが、いつも手短に噺を纏めるという腕は同連中の一番であった。2、3年後は同連には名はなく後進の3代目朝寝坊むらく（後の4代目三笑亭可楽）に道を譲った。
当時旗頭であった柳枝は政治的手腕も発揮し門下には2代目柳亭左楽、初代春風亭梅枝、2代目春風亭柳枝、初代春風亭小さん（後の4代目朝寝坊むらく）、初代談洲楼燕枝、春風亭菊枝（松浦久次郎）、3代目柳亭燕路等がおり、柳派の基に大きな影響をもたらした。
墓所は浅草土富店の長遠寺（現在の台東区元浅草2丁目）で戒名を酒遊院柳枝日新信士。といい後に赤坂の妙像寺（現在の港区六本木4丁目）に移され戒名も酒遊院柳枝日喜と改められた。